# Transactionele analyse

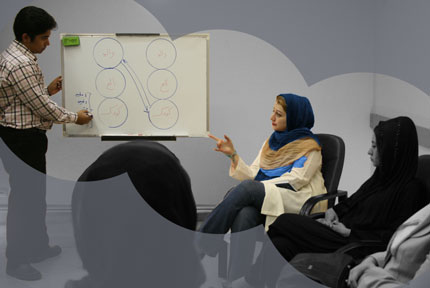
Een TA-workshop

Transactionele analyse of TA is een persoonlijkheidstheorie en tevens een psychotherapeutische behandelmethode. TA is oorspronkelijk ontwikkeld door Eric Berne in de jaren '50 en '60 van de twintigste eeuw. 
In haar modellen en theorie integreert TA humanistische psychologie met psychoanalyse, cognitieve gedragstherapie en groepsdynamica. 

## Geschiedenis
Eric Berne presenteerde TA in 1958 aan de wereld als een fenomenologische benadering. Hij vulde Sigmund Freuds filosofische constructies aan met observeerbare data en daagde freudiaanse gedachten uit. Zijn theorie is gebouwd op de wetenschap van Wilder Penfield en René Spitz, met de neopsychoanalytische gedachten van Paul Federn, Edoardo Weiss en Erik Erikson.
Berne's eerste theoretische TA-concepten waren gebaseerd op ideeën van Sigmund Freud maar waren ook duidelijk afwijkend daarvan. Freudiaanse therapeuten hadden hun focus op de persoonlijkheid zelf. Berne geloofde dat inzicht beter kon worden verkregen door de transacties tussen patiënten/cliënten en 'een ander' te bekijken. TA legt uit dat een emotionele staat van iemand het gevolg is van een innerlijke dialoog tussen delen van het psyche. Zo ziet TA depressie als een 'vastzittende' dialoog tussen de innerlijke Ouder-egotoestand en de innerlijke Kind-egotoestand.
In Berne's boek A layman’s guide to psychiatry and psychoanalysis (1957) waren al contouren van TA zichtbaar. Met zijn publicatie in het American Journal of Psychotherapy in 1958 werd Berne's TA theorie een permanent deel van de psychotherapeutische literatuur. Zijn eerste volledige boek Transactional Analysis in Psychotherapy verscheen in 1961. Belangrijke therapeuten die Berne's ideeën verder uitwerkten en opvolgden waren onder anderen Claude Steiner, Fanita English en Thomas Harris (zie ook hieronder bij de bronnen).
In de jaren '70 kreeg TA de naam een 'pop-psychologie' te zijn, een populaire versie van psychologie die te weinig gefundeerd was op wetenschappelijk onderzoek. Eind jaren '90 en begin 21ste eeuw kwamen meerdere nieuwe ontwikkelingen en denkrichtingen binnen de TA. De diverse 'scholen' binnen de TA zien er nu als volgt uit:
- de klassieke school (in ontwikkeling sinds de jaren '50 vorige eeuw; begrippen als ego-toestanden, script, dramadriehoek, etc; o.a. werk van Eric Berne, Claude Steiner, Stephen Karpman, Taibi Kahler)
- de redecision school (in ontwikkeling sinds de jaren '70; het vermogen tot herbesluiten nemen; begrippen als injuncties; o.a. werk van Robert L. Goulding, Mary McClure-Goulding)
- de cathexis school (in ontwikkeling sinds de jaren '70; de stroom van energie; begrippen als miskenningen, contaminatie; o.a. werk van Eric Schiff, Ken Mellor, Jacqui Schiff)
- de co-creatieve school (in ontwikkeling sinds de jaren '90; gezamenlijk ontwikkelen; begrippen als Functional Fluency, Integrating Adult; o.a. werk van Keith Tudor, Graham Summers, Giles Barrow, Trudy Newton, Susannah Temple)

Er is ook al jaren sprake van een relationele stroming binnen de TA, die door sommigen ook al als een volwassen school gezien wordt, maar door anderen als deel van de klassieke school beschouwd wordt. De IARTA is er als aparte organisatie voor opgericht. 
Er is ook de Developmental TA stroming, die zich meer uitsluitend richt op de ontwikkeling van mensen en minder op de therapie-aspecten: eveneens bijna een volwaardige school binnen de TA. Ook daarvoor bestaat een aparte organisatie, de IDTA.
Wereldwijd zijn er professionele beoefenaars van TA. Internationaal overeengekomen certificeringen in TA-opleidingen:
- TA101, basisopleiding,
- CTA Certified Transactional Analyst, in een van de vier velden (hieronder benoemd),
- TSTA Teaching and Supervising Transactional Analyst, in een van de vier velden (en Provisional TSTA, P-TSTA, als stadium daarvoor),
- M.Sc. Master of Science in TA (bijvoorbeeld, in samenwerking: The Berne Institute UK & Middlesex University UK & TA Academie NL).

De TA-theorie en -methoden vinden hun toepassing in een viertal velden, waarin internationaal onderzoekers, therapeuten, coaches en adviseurs TA onderzoeken en toepassen. Dezelfde vier velden worden in TA-opleidingen ook als specialisaties gezien, waarin men kan afstuderen:
1. psychotherapie,
2. counseling en coaching,
3. onderwijs en educatie,
4. organisatieadvies en organisatieverandering.

Er zijn wereldwijd veel landelijke vakorganisaties die TA beroepsmatig uitdragen en ondersteunen.

## Belangrijke onderdelen van TA
De TA kent drie uitgangspunten:
1. Mensen zijn OK en altijd van waarde: ik ben OK, jij bent OK;
2. Mensen hebben het vermogen om te denken;
3. Mensen bepalen hun gedrag door middel van (deels onbewuste) besluiten, en die besluiten kunnen worden herzien.

Alle concepten van de TA zijn ontwikkeld om mensen te helpen groeien in hun autonomie: groter bewustzijn, meer spontaniteit, grotere intimiteit, meer integriteit, ruimte voor zingeving, meer eigen verantwoordelijkheid nemen over zichzelf. Mensen besluiten zelf over zichzelf, de TA-beoefenaar begeleidt autonomiebevorderend.

### Ego-toestanden en transacties
De TA onderscheidt drie egotoestanden die in elk persoon verenigd zijn: de Ouder, het Kind en de Volwassene. De egotoestanden zijn een model voor onze persoonlijkheid. Met behulp van dit model kunnen aspecten van de persoonlijkheid worden onderzocht, zoals de overtuigingen en ervaringen die de persoonlijkheid hebben gevormd en die gedachten, gevoelens en gedraging beïnvloeden. 
- Ouder-egotoestand: deze egotoestand vullen we met het denken, voelen en gedrag dat we vroeger hebben aangeleerd en overgenomen van ouderfiguren die in ons leven belangrijk waren. Uit neurologisch onderzoek blijkt hoe we in onze hersenen daardoor neurologische schakelingen hebben gemaakt en andere hebben afgesloten. We "slijpen als het ware gebaande paden in". Dat leidt tot gedragspatronen.
- Volwassen-egotoestand: het denken, voelen en handelen op basis van wat er zich in het hier-en-nu afspeelt.
- Kind-egotoestand: deze egotoestand hebben we gevuld met al onze vroegere kinderlijke ervaringen. Ook dat is een manier waarop we in onze hersenen "gebaande paden inslijpen", en leidt eveneens tot gedragspatronen.

Egotoestanden kunnen elkaar ook overlappen, en mensen kunnen soms niet in of uit een bepaalde egotoestand komen. Die (soms ook pathologische) situaties worden in de TA contaminatie respectievelijk uitsluiting genoemd en worden toegepast als model en behandelmethode om de client/patiënt, ook met pathologische verschijnselen, te helpen.
Transacties zijn manieren waarop we met de ander communiceren, en hoe het gedrag het andere gedrag uitnodigt. Transacties zijn eenheden of fragmenten van een communicatiepatroon. Er is onderscheid tussen de rol van zender en die van ontvanger. De zender zegt iets (de stimulus), de ontvanger geeft daaraan betekenis én aan de andere communicatie van de zender (zoals lichaamstaal, intonatie, etc.). Die betekenis is merkbaar in de respons van de ontvanger. Een transactie is dus een wederzijdse communicatie, waarbij er tegelijkertijd sprake is van waarneembare feitelijke communicatie en parallel daaraan interactie op een onuitgesproken psychologisch niveau. Bijvoorbeeld: iets met een neutrale stem zeggen, maar met een duidelijk voelbare of zichtbare sarcastische bijbedoeling.
Er wordt onderscheid gemaakt tussen de zogenaamde complementaire transacties, gekruiste (of kruiselingse) transacties en transacties met bijbedoelingen.
Complementaire transacties
In complementaire transacties vullen mensen elkaar aan in hetzelfde patroon. De ander reageert terug op de wijze waarop de een hem uitnodigde. Bijvoorbeeld: een Kind-Kind transactie zoals aangegeven in het schematische voorbeeld. De praktische uitwerking daarvan kan de volgende korte dialoog zijn. De ene vraagt vanuit zijn Kind-egotoestand: "Wil je een snoepje?" en dan kan de ander vanuit zijn Kind-egotoestand reageren met: "Mmmmm, ik ben dol op snoep." In termen van egotoestanden: de reactie komt vanuit de egotoestand die ook geadresseerd werd.
Zolang transacties complementair blijven, kan communicatie eindeloos doorgaan.
Gekruiste (of kruiselingse) transacties
In een gekruiste transactie reageert de ander anders dan van hem verwacht wordt. De egotoestand die de ene aanspreekt bij de ander, is een andere dan die van waaruit de ander reageert. Voorbeeld:
Verzender vanuit Ouder-egotoestand, bijvoorbeeld moeder tegen kind: "Eet je bord leeg", daarmee de ander in zijn Kind-egotoestand aansprekend.
Ontvanger echter vanuit Volwassen-egotoestand: "Ik ben inmiddels 18 jaar, volgens mij ben ik nu zelf in staat om dat te beslissen", en deze doet daarmee een appel op de Volwassen-egotoestand van de verzender vanuit zijn eigen Volwassen-egotoestand.
Gekruiste transacties zijn dus een uitnodiging tot een ander transactiepatroon; er is een breuk in de communicatie en een van beide zal van egotoestand moeten veranderen om de communicatie te herstellen.
Transacties met bijbedoelingen
In deze transacties lijkt er op het oppervlakkige sociale niveau een transactie tussen twee egotoestanden te zijn, terwijl er eigenlijk op het dieperliggende psychologische niveau een transactie tussen twee andere egotoestanden is. Er zijn dan dus twee niveaus van communicatie.
Voorbeeld, voortgaand op het vorige voorbeeld: de moeder reageert op de transactie van de zoon met "Jongen, je kunt toch niet zonder mij?". Dat is op sociaal niveau een transactie vanuit de Volwassen-egotoestand van de moeder naar de Volwassen-egotoestand van de zoon, maar op psychologisch niveau een transactie vanuit de Kind-egotoestand van de moeder naar de Ouder-egotoestand van de zoon.
De boodschap op psychologisch niveau is bepalend voor de betekenis van de communicatie, en niet de boodschap op sociaal niveau.

### Contracten
Het gebruik van specifieke contracten is zeer eigen aan de TA en dat komt direct voort uit de drie uitgangspunten van de TA zoals hierboven benoemd. Een contract in de TA betekenis is een expliciete wederzijdse verbintenis tot een goed omschreven begeleiding die leidt tot verandering, en is aangegaan vanuit de Volwassen egotoestand, met zichzelf en/of met de ander.
Claude Steiner heeft vier vereisten opgesteld voor het maken van deugdelijke contracten in deze betekenis, en ook afgeleid van goede juridische contracten:
- Wederzijdse overeenstemming
- Redelijke tegenprestatie
- Wederzijdse competentie (voldoende professionele bekwaamheid bij de begeleider; voldoende fysieke en mentale vermogens bij de cliënt/patiënt om het contract te begrijpen en na te kunnen komen)
- Legaliteit en ethiek (passend binnen de wet, passend binnen de ethische beroepsregels van de begeleider)

De meeste cliënten/patiënten komen met een probleem, het contract moet ervoor zorgen dat de focus niet daarop ligt maar op het doel van verandering.
Het contract heeft een inhoudelijk deel en een relationeel deel.
Er kan sprake van een driehoekscontract zijn, bijvoorbeeld: degene die betaalt, of die de inhoud bepaalt (in TA de Grote Macht genoemd), is een ander dan de cliënt/patiënt zelf. Dat roept specifieke aandacht op voor wat in de ene relatie thuishoort en wat in de andere twee relaties uit die driehoek.
Er zijn vaak direct in het eerste contact al transacties met bijbedoelingen, als gevolg van de na te streven veranderingen en daarbij behorende verschuivende referentiekaders en/of onwil om te veranderen, bij zowel cliënt/patiënt als begeleider. Het sluiten van een goed contract leidt ertoe dat deze bijbedoelingen niet verborgen blijven, er geen verborgen contract ontstaat dus. Verborgen contracten zorgen ervoor dat het inhoudelijke contract niet gehaald wordt:
- Contracten kunnen te eenzijdig zijn (een verborgen contract waarbij slechts één partij verantwoordelijk is voor het slagen).
- Een contract kan een mislukkings-contract of vergiftigd contract zijn (een verborgen contract waarvan de strekking een Spel is, ofwel niet gaat waarover het echt moet gaan; zie ook hieronder onder Spel).
- Een contract kan een symbiosecontract zijn (een verborgen contract waarbij de relatie tussen begeleider en cliënt/patiënt belangrijker is dan het slagen van het inhoudelijke contract; bijvoorbeeld een begeleider die een vriend of vriendin begeleidt).
- Een contract kan een galgencontract zijn (een verborgen contract waarvan de strekking is dat het slagen van het inhoudelijke contract voor één of beide partijen meer nadelen dan voordelen oplevert).

Er bestaan expliciete non-contracten, die zijn gericht op iets niet doen. Bijvoorbeeld: geen grens-overschrijdende fysieke agressie.
Een goed contract is een contract waarbij voor beide partijen geldt dat alle drie de egotoestanden er volmondig ja tegen kunnen zeggen. Vanuit de Ouder-egotoestand gaat dat over ja dat is goed voor mij, vanuit de Kind-egotoestand over ja ik heb er zin in, vanuit de Volwassen-egotoestand over ja dit kan ik nu aan.

### Script, drivers en stoppers
De wijze waarop de egotoestanden zich 'gevuld' hebben met beelden en ervaringen wisselt per persoon. De ervaringen van de een zijn niet die van de ander. De wijze waarop we onszelf gedrag aanleren en ons ontwikkelen is dus ook anders. In de TA noemen we dat scriptontwikkeling.
Het belang van scriptanalyse is dat dat het ons een manier verschaft om te begrijpen waarom mensen zich gedragen zoals ze doen. Dat is belangrijk als we onderzoeken of begeleiden in situaties waarin mensen gedrag vertonen dat lastig, niet effectief, of zelfs pijnlijk of zelfvernietigend lijkt te zijn.
Een opgroeiend kind probeert met zichzelf en de wereld om hem heen om te gaan en die hanteerbaar te maken, grotendeels onbewust. Het bouwt onbewust boodschappen in bij zichzelf, de stoppers (ook wel injuncties genoemd) die een gevolg zijn van het gedrag van ouders en belangrijke Ouderfiguren. Die boodschappen kunnen volgen uit thema's waarmee de ouders zelf nog niet klaar zijn, of het gevolg zijn van emotioneel moeilijke omstandigheden waarin voor het kind onvoldoende emotionele ruimte was. Het kind bouwt stoppers onbewust in als een soort verboden die het meent gekregen te hebben, of letterlijk krijgt. Voorbeeld: een vader overlijdt als zijn zoon vier jaar is, en vanaf dat moment krijgt hij subtiel en vaak ook openlijk te horen "jij bent nu de man in huis". De stopper die hij inbouwt heet Wees geen kind. Op soortgelijk wijze kunnen ook de Ouderfiguren (lees: de directie) in een organisatie de medewerkers dat gevoel geven. Voorbeeld: bij de politie en gerechtelijke instellingen in functie mag er vaak geen plezier zijn. Ze moeten de oppassende Ouder zijn, dat is hun rol. Dezelfde stopper Wees geen kind speelt daar dus een belangrijke rol in de cultuur.
Om goed met die stoppers om te kunnen gaan ontwikkelt het kind gedrag wat dan wél de goedkeuring van de ouderfiguren krijgt. Dat gedrag wordt in de TA uitgedrukt in drivers:
- Wees sterk
- Doe je best
- Wees perfect
- Doe genoegen
- Maak voort

Elk van deze drivers houdt voorwaardelijk gedrag in: "ik ben alleen OK, als ik sterk ben / voortmaak / mijn best doe / etc..". De driver voorkomt dat het kind de pijn van de stopper voelt, de drivers zijn een soort van ontsnappingsclausule.
Er zijn auteurs en onderzoekers die nog andere drivers onderkennen: Wees de beste en Grijp alles worden in de TA-literatuur ook genoemd.
Het geheel van drivers en stoppers van een persoon (of van een organisatie) en het proces van schakelen daartussen, wordt in de TA het script genoemd.
Het script wordt gedurende de verdere levensloop steeds aangepast, maar de kern en uitgangspunten ervan worden al in de vroege jeugd vastgelegd. Eenmaal volwassen is men zich deels bewust maar vooral ook grotendeels onbewust van zijn eigen script.
De TA gaat ervan uit dat de mens steeds weer opnieuw zijn eigen scriptstrategieën toepast, ook als die niet effectief zijn, en zelfs als die tot pijn of mislukking leiden.
Kenmerkend voor scriptprocessen is dat ze cirkelvormige processen zijn: een ervaring leidt tot een besluit (waarin de stopper een rol speelt) en vervolgens in een gedrag (waarin de driver een rol speelt). De omgeving en/of de Ouderfiguren laten merken dat dat gedrag OK is, en dat bevestigt daarmee iemand's combinatie van stopper en driver - de cirkel is rond.
Scripts kennen een inhoud en een proces. Op inhoud werden door Berne drie soorten scripts onderscheiden: de winnende, de verliezende en de niet-winnende. Mensen hebben in hun leven vaak meerdere soorten scripts tegelijk, bijvoorbeeld voor verschillende omstandigheden en relaties.
Groei ontstaat doordat mensen leren hoe ze zichzelf in hun script vasthouden, om vervolgens heel helder te kunnen besluiten om ander gedrag in te zetten.

### Strooks
Een strook is een 'eenheid' van aandacht. De Engelse term "stroke" waarvan de naam is afgeleid, heeft twee betekenissen: "liefkozing" maar ook "slag". Deze dubbele betekenis wordt gebruikt in de TA om de positieve zowel als negatieve uitwerking van een strook te duiden. Een strook is een specifieke transactie (of onderdeel daarvan) in de TA-zin van het woord.
De achtergrond van het gebruik van het begrip strook is, dat mensen vanaf hun geboorte behoefte hebben aan aandacht. De mens heeft behoefte aan fysieke, mentale en emotionele stimulans om te kunnen groeien. En als dat niet kan worden verkregen door positieve strooks (compliment, aanmoediging, liefkozing), dan zal men aan die behoefte proberen tegemoet te komen door te gaan zoeken naar negatieve strooks (zoals boosheid, vernedering, klap). Een mens prefereert negatieve strooks altijd nog boven helemaal geen strooks. Een kind test allerlei verschillende soorten gedrag en strategieën uit, die strooks en daarmee behoeftebevrediging kunnen opleveren.
Een strook kan worden beleefd als positief (fijn om te krijgen) of als negatief (pijnlijk om te krijgen). Strooks kunnen voorwaardelijk zijn (aandacht voor je gedrag, voor wat je doet) of onvoorwaardelijk (aandacht voor wie je bent, voor jou als mens). Strooks kunnen verbaal zijn of niet-verbaal.
Doordat mensen in hun leven door hun gedrag aan specifieke strooks gewend zijn geraakt, ontwikkelen ze ook een strook-filter. Dat leidt ertoe, dat we specifieke strooks niet zien of horen, niet werkelijk ontvangen, en/of niet geven.
De Vijf cultuurregels van Claude Steiner laten zien hoe in onze cultuur het omgaan met strooks er in het algemeen uit is gaan zien, grotendeels aangeleerd door onze (voor)ouders en hoe die omgingen met strooks. De strookhuishouding van Steiner benoemt de ‘symptomen’, en het tegendeel ervan is dus gewenst:
- Geef geen strooks ("wat hij deed hoorde bij zijn werk, ik zeg er niks van")
- Accepteer geen strooks ("Het was normaal wat ik deed, zou ieder mens gedaan hebben")
- Vraag geen strooks ("ik ga niet zelf om een complimentje vissen")
- Geef jezelf geen strooks ("Ik geef mezelf geen schouderklopjes")
- Weiger geen strooks ("als de baas zegt dat ik het verkeerd deed, zal hij wel gelijk hebben")

### Rackets
Emoties kunnen zijn: bang, bedroefd, blij of boos, of mengvormen daarvan.
Kenmerkend voor een authentiek karakter is dat de emotie klopt met de omstandigheid.
Er zijn ook emoties die niet lijken te kloppen met de omstandigheid. Voorbeeld: iemand glimlacht in een omstandigheid die boosheid zou rechtvaardigen, maar de persoon heeft vroeger thuis nooit ruzies meegemaakt, dus hij heeft geleerd alles met een glimlach tegemoet te treden.
Die gevoelens worden racket-gevoelens genoemd. De term stamt van het Engelstalige racket, wat letterlijk betekent: het geld wat je betaalt voor bescherming.
Racket-gevoelens, -gedachten en/of -gedrag worden gebruikt om "niet-toegestane" gevoelens, gedachten en gedrag te verhullen, te beschermen. De behoefte aan deze "niet-toegestane" gevoelens, gedachten en gedrag is door ervaringen in de jeugd ontstaan en vastgelegd in het script. Het doel van de racket is niet om een probleem op te lossen, maar om onbewust interne en externe rechtvaardiging en bescherming te vinden voor de "niet-toegestane" gevoelens, en daarmee ook het script te herbevestigen.
Een voorbeeld van een racket is iemand die zegt: "Waarom doen aardige mensen mij uiteindelijk altijd pijn!". De racket van deze persoon is een scriptstrategie die als doel heeft om aan te tonen en te concluderen dat "de mensen je uiteindelijk altijd zullen laten vallen". Om dit te bereiken vertoont de betreffende persoon vaak onbewust gedrag wat automatisch zal leiden tot de gewenste bevestiging, ondanks de tentoongespreide protesten en gekwetste gevoelens. Een achterliggende bedoeling kan daarbij bijvoorbeeld zijn om aan te tonen, dat het altijd de schuld van de ander is.
In begeleiding gaat het er dus ook altijd om, om te werken met authentieke gevoelens, gedachten en behoeften, zoals die liggen achter de racket-gevoelens, -gedachten en/of -gedrag. Een gevleugelde TA-uitspraak is dan ook: never stroke a racket.

### Spel
Eric Berne introduceerde in zijn boek Mens erger je niet (zie de literatuurlijst onderaan) het Spel. Binnen de TA wordt Spel gedefinieerd als een serie transacties met bijbedoelingen en een voorspelbare uitkomst. Deze uitkomst wordt de payoff genoemd en kan als doel hebben: het verkrijgen van aandacht, sympathie, genoegdoening, ontlading, wraak, of andere emoties die het script bevestigen. Zoals ook al besproken onder Script en onder Rackets hebben mensen scriptprocessen vanbinnen ter zelfbescherming, en in hun gedrag in Spelen uiten die zich in de interactie met anderen: in een Spel leef ik mijn script uit.
De dramadriehoek, zie onder, is de vormgeving van een onderliggend patroon in alle Spelen.
Voorbeelden:
- "waarom moet mij dit nu weer overkomen?"
- "nu heb ik je te pakken", mensen die anderen te grazen nemen; bijvoorbeeld: veel soorten haantjes gedrag, rücksichtloze zakelijke winst ten koste van een ander, juridisch steekspel met alle denkbare modder over de ander.
- "het is zo druk", mensen die willen laten geloven dat ze geleefd worden en daar niets aan kunnen doen.

Eric Berne beschrijft een flink aantal Spelen, waarbij hij binnen de verschillende soorten Spelen steeds zeer vergelijkbare structuren waarneemt. Hij maakt daarbij een onderverdeling naar de schadelijkheid en het geaccepteerd zijn van het Spel:
- Eerstegraadsspel: is verwarrend binnen de sociale omgeving, en redelijk alledaags; in elke privé- en werk-relatie vind je ze.
- Tweedegraadsspel: heeft grote sociale gevolgen die vaak onomkeerbaar zijn; verlies van een baan, ontslag, einde van een relatie.
- Derdegraadsspel: heeft zeer grote psychische of lichamelijke schade en eindigt ofwel in de gevangenis, ofwel in een gesticht ofwel op het kerkhof.

### Dramadriehoek
De dramadriehoek (in het Engels Karpman drama triangle, vernoemd naar de bedenker ervan) is misschien wel het meest bekende begrip afkomstig uit de TA. De dramadriehoek is de vormgeving van een onderliggend patroon in elk Spel (zie hierboven).
De dramadriehoek is een instrument om specifieke blokkades en patronen in onderlinge communicatie op te sporen. Kenmerkend zijn situaties waarin je het gevoel hebt niet verder te komen, geen blijvende afspraken te kunnen maken. Zolang mensen transacties met bijbedoelingen hebben, gebeurt er niets wat werkelijk effectief is.
De dramadriehoek kent drie rollen: de Aanklager, de Redder en het Slachtoffer. Het is een model dat begrijpelijk maakt hoe bijvoorbeeld discussies of meningsverschillen gebaseerd zijn op onbegrip van zowel elkaar als op onbegrip van eigen, onbewust en verdrongen gedrag.
De rollen zijn:
- Aanklager: beschouwt anderen als minderwaardig, is kleinerend, miskent de waarde van de ander;
- Redder: beschouwt anderen als minderwaardig, helpt ongevraagd want "weet het beter", miskent de capaciteiten van de ander;
- Slachtoffer: beschouwt zichzelf als minderwaardig, stuurt erop aan dat de ander het voor hem oplost, miskent zijn eigen mogelijkheden.

De dramadriehoek rollen roepen elkaar op. Aanklager-gedrag roept Slachtoffer-gedrag op.
Net als bij elk Spel, is het van belang dat de Spelers in de dramadriehoek hun onderliggende meer authentieke gevoelens en behoeften leren onderkennen, waardoor ze "uit het drama" kunnen stappen.
Voorbeeld: vrouw roept "je bent alweer zo laat thuis", een Aanklager-rol. Man reageert met "mijn werk is druk", een Slachtoffer-rol. Zolang ze in dit patroon bijven zitten, komen er nooit werkende beklijvende afspraken. Zij heeft het nodig om te leren zeggen dat ze behoefte aan zijn aanwezigheid heeft, hij heeft het nodig om te leren en te zeggen dat hij zelf zijn werk en privé tijd in eigen hand kan nemen.
Voorbeeld: veel gedrag in de rechtszaal of in de boardroom is Aanklager's gedrag, het is vaak (onuitgesproken) de bedoeling om de ander klein te krijgen (Slachtoffer te maken) en de discussie aldus te winnen. Iemand laat zich dan vaak niet in een Slachtoffer rol duwen, en kiest dan vaak zelf ook voor een Aanklager rol naar de ander. Veel verbaal geweld dan dus, wat tot niets leidt zolang niet een van beiden uit de Aanklager rol stapt.
Met name wordt de dramadriehoek gebruikt door therapeuten, counselors, coaches, adviseurs en bemiddelaars omdat het onbewuste beweegredenen bewust kan maken.
Het maakt verborgen communicatie zichtbaar en begrijpelijk.

## Organisaties
Er is een groot aantal verenigingen en wetenschappelijke werkverbanden in de TA.
In Nederland bestaat sinds 1973 de NVTA, de Nederlandse Vereniging voor TA, en in België sinds 1978 de VITA, het Vlaams Instituut voor TA.
De internationale vereniging voor TA is in Europa de EATA The European Association for Transactional Analysis, en wereldwijd is dat de ITAA International Transactional Analysis Association, opgericht in 1965.
Voor de relationele stromingen binnen de TA bestaat de IARTA als internationale vereniging, The International Association of Relational Transactional Analysis. In Azië werd in 2006 de SAATA opgericht, de South Asian Association of Transactional Analysts.

## Kritiek en controverse
Critici zoals Patrick Vermeren beschouwen Transactionele Analyse als onwetenschappelijk door gebrek aan wetenschappelijk onderzoek en stellen dat TA geen erkende therapie is. Een ander punt van kritiek is dat Eric Berne, net als  Freud, eerder een schrijver was dan een onderzoeker.
In reactie wijzen tegencritici op onderzoeken (dissertaties) zoals die van de psychiater Thunnissen of de psycholoog Horn, op de erkenning van TA door de Nederlandse Associatie voor Psychotherapie en de European Association for Psychotherapy, naar een topklinische ggz-instelling als De Viersprong waar TA een groepsbehandeling is en het Kenniscentrum Persoonlijkheidsstoornissen.
Historische controverse: Jacqui Schiff. In de jaren zeventig beweerde de Amerikaanse transactioneel analyst Jacqui Schiff schizofrenen te genezen door 'heropvoeding' of reparenting. In 1974 ontving zij de Eric Berne Scientific Memorial Award van de ITAA. In 1978 werd zij geroyeerd uit de ITAA na de dood van een patiënt in 1972 die was mishandeld, wat neerkwam op foltering. De methoden van Jacqui Schiff werden aan de kaak gesteld door Patricia Crossman, een andere Amerikaanse transactioneel analyst, in een artikel op de website SkepticRaport. Jacqui Schiff wordt soms nog door sommigen verdedigd, maar de totalitaire inslag van haar methoden en haar theorieën over 'reparenting' zijn duidelijke aangetoond door Alan Jacobs, een transactionaal analist die in 1996 de Eric Berne Memorial Award van de ITAA ontving.

### Verenigingen
- NVTA: de Nederlandse Vereniging voor Transactionele Analyse, tijdschrift TA Magazine
- VITA: Vlaams Instituut voor Transactionele Analyse, tijdschrift TA Magazine
- EATA: The European Association for Transactional Analysis
- ITAA: The International Transactional Analysis Association, nieuwsbrief Script
- IARTA: The International Association of Relational Transactional Analysis
- IDTA: Institute of Developmental Transactional Analysis
- SAATA: South Asian Association of Transactional Analysts

### Publicaties, wetenschap en onderzoek
- IJTARP: The International Journal of Transactional Analysis Research and Practice; publicaties, artikelen en archief van publicaties
- TAJ: The Transactional Analysis Journal; publicaties, artikelen en archief van publicaties
- TA magazine: Het Nederlandstalige TA-Magazine, uitgegeven door NVTA en VITA samen; publicaties en archief
- TA literatuur: overzicht van Nederlandstalige TA-literatuur
- EATA TA database: Een internationale database van TA-onderzoekers
- ITAA wereldwijde research instruments database: enkele voorbeelden van recente wetenschappelijke onderzoekingen, gevalideerde en gereproduceerde wetenschappelijke tests van concepten, methoden en aannames uit de TA